# Átlós eljárás
Az átlós eljárás vagy diagonális módszer a matematika egy Cantor által alkalmazott bizonyítási metódusa. Leggyakrabban a rekurzív függvények matematikájában alkalmazzák olyan esetekben, amikor azt szeretnék igazolni, hogy egy univerzális kiszámítási tulajdonsággal rendelkező függvény nem eleme annak a függvényosztálynak, melynek kiszámítására hivatott. Természetesen a módszer a matematika más területein is alkalmazható. Cantor eredetileg arra használta, hogy bebizonyítsa, hogy a valós számok halmazának számossága nagyobb a természetes számok számosságánál.

## Az eredeti argumentum
- Tétel – Cantor tétele a valós számok számosságának nem megszámlálható voltáról – A (0,1) intervallum valós számainak halmaza és a természetes számok halmaza nem azonos számosságú.

Bizonyítás. Indirekten bizonyítunk. Tegyük fel, hogy a (0,1) intervallum összes valós száma felsorolható egyetlen sorozatban. Térjünk át a valós számok tizedestört alakjára, mely egyértelmű, amennyiben feltesszük, hogy az egy helyi érték után „csupa kilencest” tartalmazó tizedestört alakokat azonosítjuk – a szokásos módon – a véges tizedestörtekkel (melyek „csupa nullával” alakíthatók át végtelen számjegylánccá). Például 0,1239999… = 0,124000… Soroljuk fel a (0,1) intervallum valós számait egyetlen (xk) sorozatba (illusztrációként közlünk egy példasorozatot):
x1 = 0 , 5 1 0 5 1 1 0 …
x2 = 0 , 4 2 3 2 0 4 3 …
x3 = 0 , 8 2 4 5 0 2 6 …
x4 = 0 , 2 3 3 0 1 2 6 …
x5 = 0 , 4 1 0 7 2 4 6 …
x6 = 0 , 9 9 3 7 8 3 8 …
x7 = 0 , 0 1 0 5 1 3 5 …
…
Tekintsük a k-adik valós szám k-adik tizedesjegyét, jelöljük ezt xkk-val!
x1 = 0 , 5 1 0 5 1 1 0 …
x2 = 0 , 4 2 3 2 0 4 3 …
x3 = 0 , 8 2 4 5 0 2 6 …
x4 = 0 , 2 3 3 0 1 2 6 …
x5 = 0 , 4 1 0 7 2 4 6 …
x6 = 0 , 9 9 3 7 8 3 8 …
x7 = 0 , 0 1 0 5 1 3 5 …
…
Legyen (yk) az a számjegyekből álló sorozat, melynek k-adik eleme 2, ha xkknem egyenlő kettővel és 1, ha xkk=2. Legyen r az a valós szám, melynek egész része 0, tizedesjegyei pedig az (yk) sorozat elemeiből áll. (Példánkban
r = 0, 2 1 2 2 1 2 2 … )
Világos, hogy az r szám k-adik tizedesjegye különbözik a k-adik valós szám k-adik tizedesjegyétől. r tehát különbözik az összes felsorolt számtól, azaz nem tagja az (xk) sorozatnak. Ám r kétségkívül valós szám, így feltételünk szerint szerepelnie kellene a felsorolásban, azaz ellentmondásra jutottunk. ■

## Az általános módszer
Tétel – Átlós eljárás – Legyen A halmaz,
{\displaystyle \varrho \subseteq A\times A}
reláció és
{\displaystyle \varrho {\mbox{*}}:A\times A\rightarrow \{0,1\}}
a ρ reláció karakterisztikus függvénye (azaz az A minden x illetve y elemére ρ*(x,y) = 1, ha x ρ y teljesül és ρ*(x,y) = 0, ha x ρ y nem áll fenn). Legyen továbbá
{\displaystyle {\mathcal {C}}:=\{f_{i}:A\rightarrow \{0,1\}\mid i\in A\}}
olyan függvényrendszer, melynek elemeit a ρ* reláció projekciói előállítanak, azaz minden i ∈ A-ra:
{\displaystyle \varrho {\mbox{*}}(i,.)=f_{i}}.
Ekkor a
{\displaystyle g:A\rightarrow \{0,1\};\;\;i\mapsto 1-\varrho {\mbox{*}}(i,i)}
diagonális függvényt nem állítja elő a ρ egyetlen projekciója sem, azaz
{\displaystyle g\notin {\mathcal {C}}.}
Bizonyítás. g definíciója és C elemeinek tulajdonsága folytán minden i ∈ A-ra:
{\displaystyle f_{i}(i)=\varrho {\mbox{*}}(i,i)\neq 1-\varrho {\mbox{*}}(i,i)=g(i)}
azaz C minden eleme legalább egy értékben (éspedig fi az i-hez tartozó értékben) különbözik g-től, így g nem lehet egyenlő egyetlen C-beli elemmel sem, azaz g nem lehet eleme C-nek. ■

## Néhány alkalmazás

### Cantor tétele a valós számok számosságának megszámlálhatatlanságáról
Ebben a tételben a következő szereposztásban jelentkezik az átlós módszer:
{\displaystyle A=\mathbb {N} }
{\displaystyle \varrho (k,l)\Leftrightarrow } "a k-adik valós szám l-edik tizedesjegye egyenlő kettővel"
Az átlós eljárás egy valós számot definiál:
(a g-ből képzett) r = "az a valós szám, melynek k-adik tizedesjegye 2, ha a k-adik valós szám k-adik tizedesjegye nem 2 és 1, ha a k-adik valós szám k-adik tizedesjegye 2"

### Primitív rekurzív aritmetikai függvények univerzális függvénye
A k változós primitív rekurzív függvényekhez nincs k + 1 változós univerzális primitív rekurzív függvény.
Legyenek ugyanis az {\displaystyle f_{i}} függvények (i ∈ N) a k változós primitív rekurzív függvények és legyen g olyan k + 1 változós primitív rekurzív függvény, hogy
{\displaystyle f_{i}=g(\,.\,,i)}
Definiáljuk a
{\displaystyle h:=g(x_{1},x_{2},x_{3},...,x_{k},x_{k})+1\,}
függvényt (tehát az utolsó változója helyére ugyanazt kell helyettesíteni, mint az utolsó előtti változójába). Ekkor h egy k változós primitív rekurzív függvény, így g valamely i-vel előállítja a következőképpen:
{\displaystyle h=g(\,.\,,i)}
Node ekkor az {\displaystyle x_{k}=i} helyettesítéssel:
{\displaystyle g(x_{1},x_{2},...,i,i)=h(x_{1},x_{2},x_{3},...,i)=g(x_{1},x_{2},x_{3},...,i,i)+1\,}
Ami ellentmondás.

### Russell-tétel/Russell-paradoxon
A sztenderd halmazelmélet szerint egy A nemüres halmaz minden eleme szintén halmaz. Értelmes (sőt alapvető) ekkor az A halmaz feletti
{\displaystyle \varrho :=\{(x,y)\in A\times A\mid x\in y\}}
reláció, illetve ennek ρ* karakterisztikus függvénye. Szemléletünk számára a ρ* "reláció" projekciói előállítják A azon elemeit, melyek A-beli elemekből állnak. Érdekes következménye ekkor az átlós eljárásnak, hogy létezik A-nak olyan valódi részhalmaza, melyet ρ* projekciói nem állítanak elő (azaz nem csak A-beli elemekből áll):
{\displaystyle R=\{x\in A\mid x\notin x\}}
Különösen érdekes ez akkor, ha feltételezzük, hogy létezik olyan halmaz, melynek minden halmaz halmaza. Ha A ez az univerzum, akkor az átlós eljárás következményeként egyenesen ellentmondásra jutunk, hiszen ekkor létezne olyan halmaz, mely nem eleme A-nak, azaz az összes halmaz halmazának. Az átlós eljárás tehát a Russell-paradoxon Zermelo-Fraenkel-halmazelméletbeli magyarázatául szolgál.